# برکل
شهر برکل (به فرانسوی: Brakel) در شهرستان اودنرد  در استان فلاندری شرقی  در منطقه فلاندری در کشور بلژیک واقع شده‌است.